# Diaolou

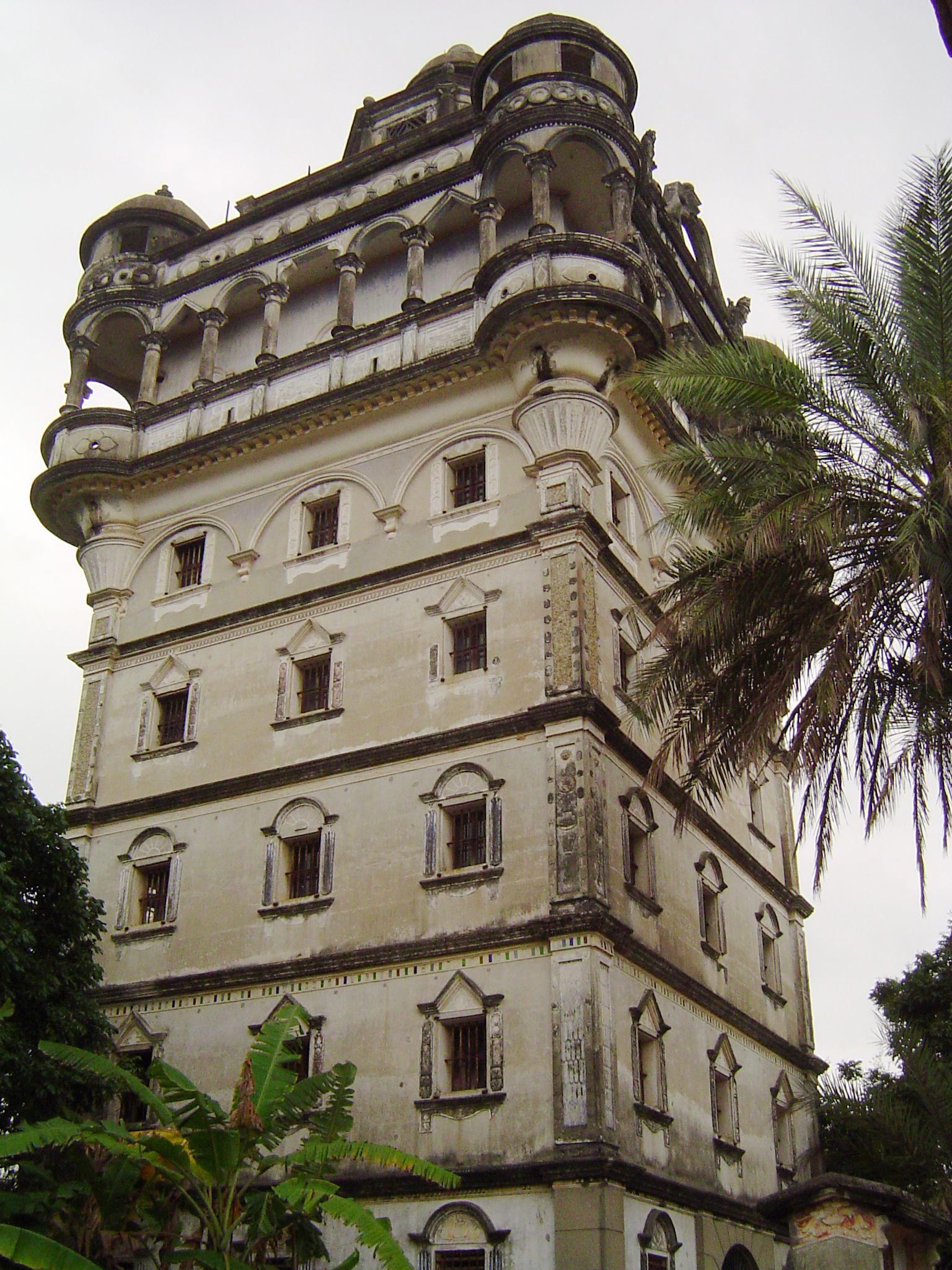
Ruishi lou 瑞石樓 in Kaiping, Guangdong

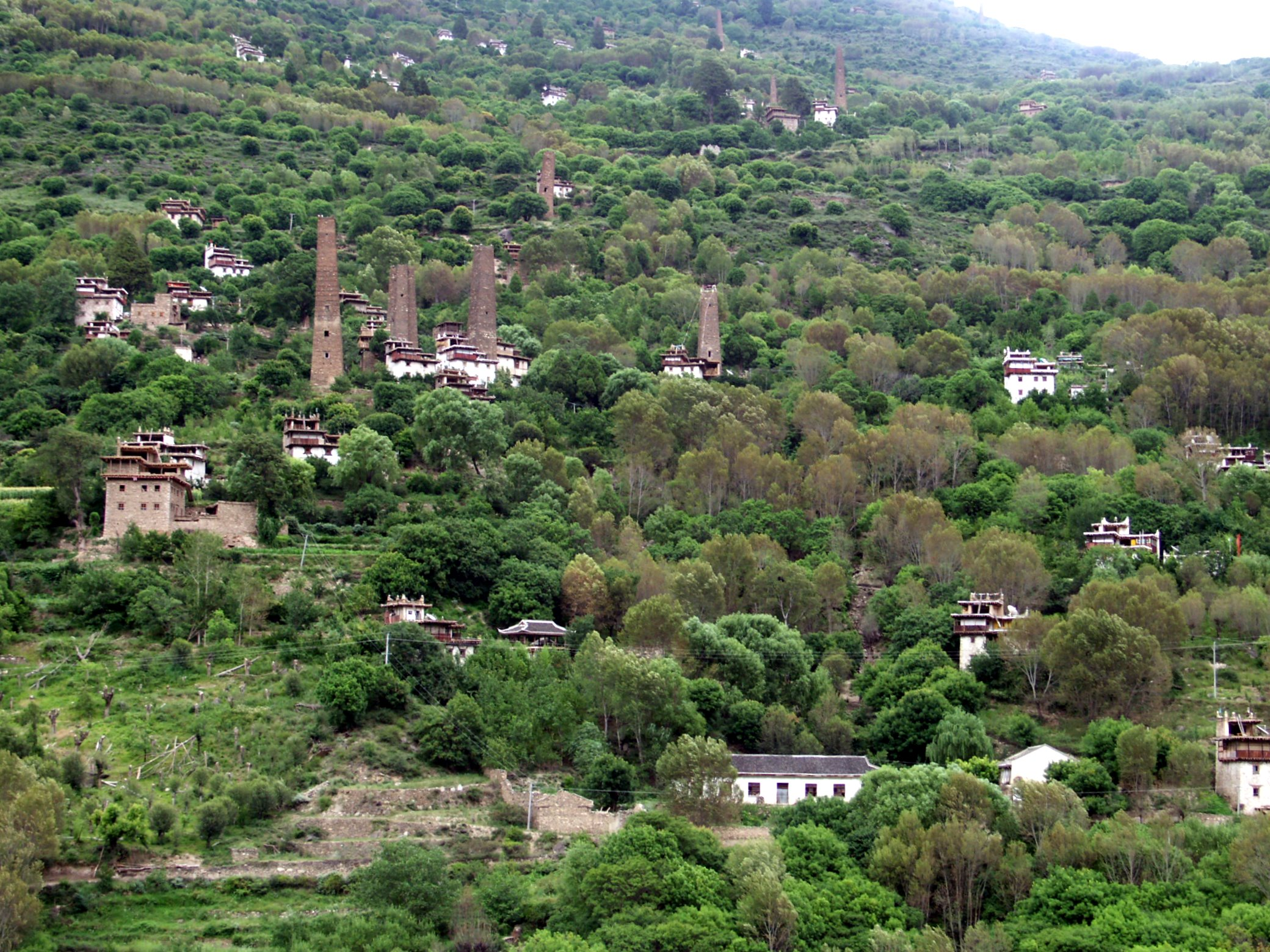
Diaolou im Kreis Rongzhag (chin. Danba), Sichuan

Diaolou (chinesisch 碉樓 / 碉楼, Pinyin Diāolóu) sind befestigte Wohntürme mit bis zu neun Etagen, die zum Schutz vor Plünderern und Dieben errichtet wurden. Man findet sie vor allem in der südchinesischen bezirksfreien Stadt Jiangmen in der Provinz Guangdong. Sie sind dort vor allem in der Stadt Kaiping, aber auch in den Städten Enping, Taishan und dem Stadtbezirk Xinhui zu finden. In der Provinz Sichuan treten sie ebenfalls auf: im Nordwesten der Provinz im Kreis Rongzhag bzw. Rongxar (Dānbā 丹巴县), im Autonomen Bezirk Garzê der Tibeter sowie im Norden der Provinz in Zhibo (Kreis Barkam (chin. Ma'erkang xian), Autonomer Bezirk Ngawa der Tibeter und Qiang). In Guangdong werden die Diaolou als Beispiel für die Lingnan-Kultur angesehen.
Erbaut wurden die Diaolou von Angehörigen wohlhabender Überseechinesen – von denen viele aus Guangdong stammten – oder von diesen selbst nach ihrer Rückkehr. Die ersten Wohntürme wurden zu Anfang der Qing-Dynastie errichtet; ihre Blütezeit lag – ausgelöst durch den Taiping-Aufstand – zwischen 1860 und den 1920er und -30er Jahren. Viele von ihnen wurden während der Kulturrevolution zerstört, für Baumaterial abgebrochen oder verwahrlosten. Erhalten geblieben sind dennoch über 3000 Gebäude dieser Art. Allein in Kaiping gibt es 1833, ca. 500 in Taishan.
Typisch für die Diaolou sind weitgehend schmucklose untere Etagen mit regelmäßig angeordneten Fenstern, gekrönt von einer auskragenden, palastartigen Dachetage – oft mit Loggias und Terrassen. Der Zugang zum Gebäude erfolgt häufig über eine Freitreppe. Besonders an den Dachetagen, aber auch beim gesamten Dekor sind deutliche Anklänge an Baustile der Gastländer zu erkennen, besonders an Renaissance und Barock. Die meisten der heute erhaltenen Diaolou (aus dem 20. Jahrhundert) wurden aus Stahlbeton errichtet und mit Stahltüren gesichert, teils auch mit Kanonen und Scheinwerfern.
Zu den berühmtesten Diaolou zählen: Ruishi lou 瑞石楼 (hinter dem Dorf Jinjiangli, Xianggang), erbaut 1921, der höchste von allen mit neun Etagen; dann der Fangshi Denglou 方氏灯楼, erbaut 1920, acht Etagen mit einem Scheinwerfer auf der Spitze wie ein Leuchtturm; der Bianchouzhu Lou („der schiefe Turm“), erbaut 1903 im Dorf Nanxing neben einem Teich, sieben Etagen hoch; der Li-Garten, in Beiyi Xiang, 1936 von Xie Weili erbaut, einem in die USA ausgewanderten Chinesen.

## Denkmalschutzliste
Die Diaolou von Kaiping (Guangdong) stehen seit 2001 auf der Liste der Denkmäler der Volksrepublik China (5-502) und seit 2007 auf der UNESCO-Liste des Weltkulturerbe.
Die Diaolou im Dorf Zhibo (Sichuan) im Kreis Barkam (Ma'erkang xian 马尔康县) (Zhibo diaolou 直波碉楼) stehen seit 2001 auf der Liste der Denkmäler der Volksrepublik China (5-384).
Die Diaolou im Kreis Rongzhag (chin. Danba, Sichuan) (Danba gudiaoqun 丹巴古碉群) stehen seit 2006 auf der Liste der Denkmäler der Volksrepublik China (6-697).